# オリンパス E-300

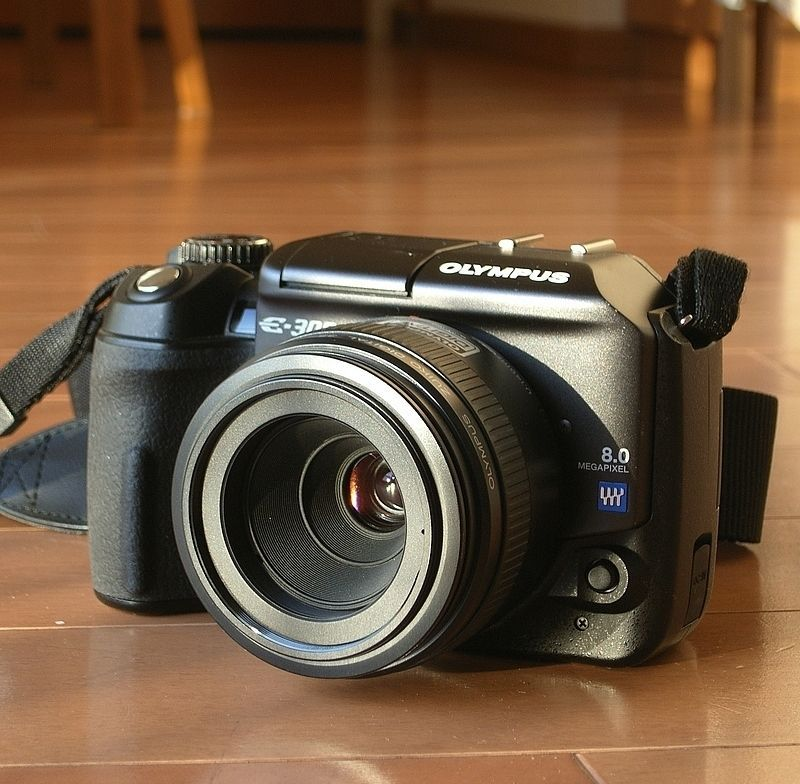
w/h ZUIKO DIGITAL 35mm F3.5 Macro

オリンパス E-300は、オリンパス社のオリンパスE-システムの一眼レフデジタルカメラ。フォーサーズ・システムを採用している。2005年1月発売。
ペンタ部を廃して高さを抑えた斬新なデザインが話題を呼んだが、その一見して一眼レフには見えないデザインには賛否両論があった。また写真では小さくみえるが意外に大きく重いボディーに不満をもつユーザーもいた。しかし、サイドスイングミラーなどの新機構を採用して得られたフラットな外観は事実上の後継機E-330やDMC-L1などに受け継がれ、一定の評価を得ている。

## 仕様
| モデル              | E-300                                                                                            |
| ------------------- | ------------------------------------------------------------------------------------------------ |
| 撮像素子            | 4/3型フルフレーム型CCD 17.3×13.0mm                                                               |
| 有効画素数          | 800万画素                                                                                        |
| レンズマウント      | フォーサーズシステム・マウント                                                                   |
| AF方式              | TTL位相差検出方式                                                                                |
| 測距点              | 3点                                                                                              |
| 測光方式            | 3分割デジタルESP測光、中央重点平均測光、スポット測光                                             |
| フォーカスモード    | シングルAF / コンティニュアスAF / MF                                                             |
| 連続撮影            | 約2.5コマ/秒・4コマまで（RAW・TIFF）                                                             |
| ISO感度             | 1/1/3ステップ AUTO / 100 / 200 / 400 / 800 / 1600                                                |
| ホワイトバランス    | オート /プリセット 3000K-7500K / カスタム / ワンタッチ                                           |
| シャッター速度      | 30秒 - 1/4000秒（Mモード）、バルブ（8分）、X=1/180秒                                             |
| ファインダー        | サイドスイングクイックリターンミラー・アイレベル一眼レフ方式、視野率約94%・倍率1倍・プレビュー可 |
| 液晶モニタ          | 1.8型ハイパークリスタル液晶（半透過型TFTカラー液晶）・13.4万画素                                 |
| 記録媒体            | CFカードType I/II、マイクロドライブ対応                                                          |
| 電源                | 専用リチウムイオン電池 BLM-1                                                                     |
| 本体サイズ（W×H×D） | 146.5 (W) ×85 (H) ×64 (D) mm                                                                     |
| 質量（本体のみ）    | 約580g                                                                                           |